# Menjamel cantaire
El menjamel cantaire (Gavicalis virescens) és un ocell de la família dels melifàgids (Meliphagidae).

## Hàbitat i distribució
Habita boscos, arbusts, manglars i ciutats d'Austràlia, a excepció de la zona tropical del nord i nord-est i la costa boscosa de l'est i el sud-est.